# میخال آیواز
میخال آیواز (چکی: Michal Ajvaz؛ زادهٔ ۳۰ اکتبر ۱۹۴۹) نویسنده، شاعر و مترجم اهل کشور جمهوری چک، یکی از نمایندگان سبک ادبی معروف به واقع‌گرایی جادویی است.
وی برندهٔ جایزه ملی ادبیات چک شده‌است.